# RC Herpersdorf
Der RC Herpersdorf 1919 war ein Radsportverein in Nürnberg, der von den 1940er bis in die 1980er Jahre zahlreiche erfolgreiche Radsportler hervorbrachte. Nach einer Insolvenz im Jahre 2008 gibt es seit 2011 einen neuen Verein, der diesen Namen trägt.

## Geschichte
Der Verein wurde 1919 zunächst in Gaulnhofen als Frischauf Gaulnhofen gegründet, die Mitglieder veranstalteten zunächst hauptsächlich Radtouren und Tanzveranstaltungen. Wegen der Weltwirtschaftskrise kam der Vereinsbetrieb jedoch bald wieder zum Erliegen, bis 1926 der Verein nach Herpersdorf, seit 1972 ein Stadtteil von Nürnberg, verlegt und ein neuer Vorsitzender, der 21-jährige Konrad Schwab, sowie der 17-jährige Andreas Egerer zum Schatzmeister gewählt wurden. Beide leiteten die Geschicke des Vereins bis in die 1970er Jahre hinein. Nun wurde auch die Pflege des Radrennsports in die Satzung aufgenommen, eine provisorische Mini-Radrennbahn für das Training gebaut und der Verein in Rad- u. Motorsport-Klub Herpersdorf umbenannt. 1927 fand das erste vom Verein organisierte Straßenrennen statt.
Ab 1936 veranstaltete der RC Herpersdorf das Straßenrennen „Großer Straßenpreis von Herpersdorf“, das bis 1979 26-mal ausgetragen wurde. Zeitweilig trug das Rennen den Namen „Großer Expreß-Straßen-Preis“, da es von den Express-Fahrradwerken gesponsert wurde. Die Werke betrieben einige Jahre lang auch eine Profi-Mannschaft gleichen Namens, für die Mitglieder des Vereins starteten. Zuletzt hieß das Rennen „Großer Tucher Straßenpreis von Herpersdorf“. Das Bahntraining der Vereinssportler wurde auf der Radrennbahn Reichelsdorfer Keller durchgeführt.
Von 1940 bis in die 1980er Jahre errangen Sportler des Vereins drei WM-Gold-Medaillen, eine olympische Bronze-Medaille, 53 Deutsche Einzel- und 35 Deutsche Mannschafts-Meisterschaften; insgesamt 171 Herpersdorfer Fahrer standen als Deutsche Meister auf dem Treppchen. Dies ist eine Erfolgsserie, die bis heute im deutschen Radrennsport einmalig ist. Als erstem  rennsporttreibenden Verein der Bundesrepublik wurde dem RC Herpersdorf 1952 das Silberne Lorbeerblatt von Bundespräsident Theodor Heuss verliehen.

## Bekannte Fahrer
Radrennfahrer, die für den RC Herpersdorf fuhren, waren neben anderen der viermalige deutsche Steher-Meister Heinz Jakobi, der zweifache nationale Meister im Tandemrennen Werner Löw sowie sein Tandem-Partner Fritz Neuser, der mehrfache deutsche Meister in Kurzzeitdisziplinen auf der Bahn Willi Fuggerer, der dreifache Steher-Weltmeister Horst Gnas, der mehrfache deutsche Meister auf Straße und Bahn Karl Kittsteiner, der mehrfache deutsche Meister Gerhard Stubbe, der Schrittmacher Dieter Durst sowie der erfolgreiche Bahnfahrer Otto Bennewitz. Fuggerer war zudem der erste Radsportler des Vereins, der eine olympische Medaille errang, und zwar eine Bronzemedaille im Tandemrennen bei den Olympischen Spielen in Melbourne. In jüngerer Zeit startete Heinrich Haussler als Jugendlicher für den RC Herpersdorf.

## Insolvenz und Neuanfang
Nach dem Tod des langjährigen Sportleiters, Andreas Egerer, baute der Verein, der auch eine Tennisabteilung hatte, 1988 mit von ihm hinterlassenen Geld eine Tennishalle. Viele Mitglieder, die mit diesem Bau nicht einverstanden waren, verließen den Verein. 2007 konnten die Unterhaltungskosten für die Halle nicht mehr aufgebracht werden, und der Verein ging 2008 in Insolvenz. Um den Radsportbetrieb aufrechterhalten zu können, wurde 2009 der Verein VfR Herpersdorf gegründet, der sich seit 2011 wieder RC Herpersdorf (ohne Jahreszahl) nennen darf. Dem Verein gehört das Team Marin Bikes Herpersdorf an.